# Els Fontanals (Castellnou d'Avellanos)
Els Fontanals és un indret del terme de Sarroca de Bellera, al Pallars Jussà, en el territori de l'antic terme de Benés.
Es troba al nord-est del poble de Castellnou d'Avellanos, a l'esquerra de la Valiri. És al capdavall del vessant occidental de la Serra de Castellnou.